# Корнский диалект английского языка
Корнский диалект английского языка (англ. Cornish dialect, корн. Sowsnek Kernowek) — диалект английского языка, который находится под влиянием корнского языка. На нём говорят некоторые люди, имеющие корнское происхождение.
В Корнуолле существует множество акцентов. Как правило, акцент все больше отличается от стандартного британского английского языка по мере продвижения на запад через Корнуолл.

## История

Корнский язык вытеснялся английским в промежутке между 1300 и 1750 годами

В 449 году на территорию Британии проникли германские племена англов, саксов, ютов и фризов. Однако на территорию Корнуолла английский язык проник лишь в X веке, вместе с английскими поселенцами.
После Нормандского завоевания Англии нормандские короли, придворные и знать говорили на англо-нормандском языке, это способствовало дальнейшему использованию корнского языка.
В 1549 году в ходе английской Реформации король Англии Эдуард VI повелел ввести Книгу общих молитв ко всем церквям в стране, которая была на английском языке. Это послужило одной из причин для восстания корнцев в 1549 году. Восстание было подавлено, это стало переломным моментом в истории корнского языка. После восстания в просьбе корнцев о введении богослужебной книги на корнском языке было отказано; также Библия никогда полностью не переводилась на корнский язык, в отличие от валлийского. В Корнуолл постепенно начало прибывать много англоговорящих переселенцев. В итоге Корнский язык подвергался всё более сильному английскому влиянию, из-за чего со временем сформировался современный Корнский диалект английского языка, а сам язык вымер.

## Использование за пределами Корнуолла
В ходе европейских колонизаций в колонии начало стекаться население со многих стран Европы. Корнуолл эта тенденция не обошла стороной, а посему на территории Северной Америки и Австралии образовывались корнские диаспоры, которые продолжали использовать корнский диалект английского языка. Определенные фразы и термины из диалекта вошли в повседневный язык некоторых регионов.

### Австралия
Часть выжившего коренного населения Южной Австралии, в частности Нунга, используют в общении корнский диалект английского языка, потому что их обучили английскому языку шахтеры имеющие корнское происхождение. В некоторых городах Южной Австралии были газеты, на корнском диалекте например: Northern Star, издававшаяся в Капунде в 1860-х годах. По крайней мере 23 корнских слова проникли в австралийский английский язык, так например среди них — термины, связанные с добычей полезных ископаемых: fossick и nugget.